# 秦毓秀
秦毓秀（16世紀—17世紀），字瑞明，河南開封府新鄭縣人，明朝政治人物。

## 生平
秦毓秀在萬曆四十六年（1618年）以《詩經》舉河南鄉試，天啟五年（1625年）成進士，獲授淮安推官；七年（1627年）負責主持文武鄉試，取中的士子都有文行。淮安府多奸官，號稱難治，他就任後處理案件明決，部下不敢有所隱瞞，並平反崔氏母子冤屈、判決徐州知州汪心淵的積案；其他如捐出剩餘鹽貨、抑制強寇、開通濟河等政績都歷歷在目，死後入祀鄉賢祠。

## 引用
1. 1 2  乾隆《新鄭縣志·卷十六·人物志》：秦毓秀，字瑞明，孝友性成，以《詩》魁萬歷戊午鄉榜，天啟乙丑成進士，司李淮南【安】；丁卯典試文武兩試，所得士皆有文行。淮故多猾胥號難治，毓秀至，忠信明決，吏不敢欺，雪崔氏母子冤、決徐州守汪心淵積案；他如捐羨鹽、戢強寇、開河濟漕皆彰彰在人者。既歿，人請祀鄉賢。 見舊志